# 松本昌也
松本 昌也（まつもと まさや、1995年1月25日 - ）は、大分県中津市出身のプロサッカー選手。Jリーグ・ファジアーノ岡山所属。ポジションはミッドフィールダー（MF）。

## 来歴

### プロ入り前
和田SC、FC中津1981を経て、日本サッカー協会主導の選手育成機関であるJFAアカデミー福島の2期生として2007年に入団。同期に幡野貴紀がいる。2011年3月11日に発生した東日本大震災に被災し、3月14日に東京都へ避難するまでは近隣の小学校への避難生活も経験した。その後同震災により発生した福島第一原子力発電所事故の対応拠点にJFAアカデミーの練習場・Jヴィレッジが使用される事となった為、一時地元・大分県の社会人チームの練習に参加した後、静岡県御殿場市に環境を移す。JFAアカデミー最終学年となった2012年はプリンスリーグ東北1部を制すと、プレミアリーグ参入戦で広島皆実高校に勝利し、チームのプレミア昇格に貢献した。

### プロ入り後
2013年より大分トリニータへ加入。加入時に松本は大分について「いろいろな面で苦しかった時期があるが選手、サポーターが一緒になってJ1に上げたチームで、そういう意味でそのチームに入ることができたことは誇りに思う」と述べている。ルーキーイヤーはJリーグ ディビジョン1でのプレーとなったが、4月13日のJ1第6節・鹿島アントラーズ戦で途中出場でJリーグ初出場を果たし2分間プレー。9月28日の鹿島戦で負傷離脱するも、復帰した後の11月10日のJ1第31節・アルビレックス新潟戦では0-1の状況からミドルシュートで一時同点となるゴールを決め、これがJリーグ初得点となった。
翌2014年は前年の大分の降格にともないJリーグ ディビジョン2でプレー。背番号も14へ変更した。開幕直後は全て途中出場であったが、第6節・京都サンガF.C.戦で先発出場を果たしてからは9月にU-19日本代表召集の為大分を離れるまで殆どの試合で先発メンバーに名を連ね、最終的に同年は公式戦29試合に出場した。2015年も開幕序盤は第3節・ザスパクサツ群馬を除いて前年同様、サブメンバーとしての帯同が中心であったが第9節・V・ファーレン長崎戦以降は先発に定着した、しかしチームは入れ替え戦圏内の21位でリーグ戦を終え、J2・J3入れ替え戦でFC町田ゼルビアに敗れたことによりJ3リーグ降格となった。
2016年も大分に残留し、背番号を10番に変更。大分では日本人選手で初めて背番号10を付けることとなった。同年は高松大樹、山口貴弘とともに副キャプテンを務めた。終盤3試合はサブメンバーに回ったがそれ以外は全ての試合に先発出場するなどリーグ戦28試合に出場。大分のJ3優勝、及び1年でのJ2復帰に貢献した。同年12月に開催されたJリーグアウォーズにおいて、MYアウォーズのJ3部門ベストイレブンに選出された。
2017年よりジュビロ磐田に完全移籍。開幕前のキャンプでは監督の名波浩から早い段階から評価を得ていた。同年は公式戦27試合に出場したが、その内リーグ戦は全て交代出場であった。対照的にルヴァン杯、天皇杯では出場9試合中7試合に先発出場した。
2018年シーズンは、3月18日に行われたJ1・第4節のサンフレッチェ広島戦で、移籍後リーグ戦初スタメンでフル出場した。8月19日の第23節・柏レイソル戦で移籍後リーグ戦初得点を挙げて勝利に貢献した。
2021年シーズンはレギュラーとして活躍し、チームのJ2優勝とJ1昇格に貢献した。
2025年も磐田でプレーする事が決定していたが、リーグ戦2試合を終えた2月23日にファジアーノ岡山への完全移籍が発表された。

## 所属クラブ
- 和田SC (中津市立和田小学校)
- FC中津1981
- 2007年 - 2012年 JFAアカデミー福島
- 2013年 - 2016年  大分トリニータ
  - 2014年 Jリーグ・アンダー22選抜
- 2017年 - 2025年2月  ジュビロ磐田
- 2025年2月 -  ファジアーノ岡山

## 個人成績
| 国内大会個人成績 | 国内大会個人成績 | 国内大会個人成績 | 国内大会個人成績 | 国内大会個人成績 | 国内大会個人成績 | 国内大会個人成績 | 国内大会個人成績 | 国内大会個人成績 | 国内大会個人成績 | 国内大会個人成績 | 国内大会個人成績 |
| 年度             | クラブ           | 背番号           | リーグ           | リーグ戦         | リーグ戦         | リーグ杯         | リーグ杯         | オープン杯       | オープン杯       | 期間通算         | 期間通算         |
| 年度             | クラブ           | 背番号           | リーグ           | 出場             | 得点             | 出場             | 得点             | 出場             | 得点             | 出場             | 得点             |
| 日本             | 日本             | 日本             | 日本             | リーグ戦         | リーグ戦         | リーグ杯         | リーグ杯         | 天皇杯           | 天皇杯           | 期間通算         | 期間通算         |
| ---------------- | ---------------- | ---------------- | ---------------- | ---------------- | ---------------- | ---------------- | ---------------- | ---------------- | ---------------- | ---------------- | ---------------- |
| 2013             | 大分             | 29               | J1               | 9                | 1                | 4                | 0                | 0                | 0                | 13               | 1                |
| 2014             | 大分             | 14               | J2               | 28               | 2                | -                | -                | 2                | 0                | 30               | 2                |
| 2015             | 大分             | 14               | J2               | 32               | 1                | -                | -                | 3                | 0                | 35               | 1                |
| 2016             | 大分             | 10               | J3               | 28               | 1                | -                | -                | 1                | 0                | 29               | 1                |
| 2017             | 磐田             | 14               | J1               | 18               | 0                | 5                | 0                | 4                | 1                | 27               | 1                |
| 2018             | 磐田             | 14               | J1               | 15               | 1                | 8                | 0                | 2                | 0                | 25               | 1                |
| 2019             | 磐田             | 14               | J1               | 34               | 2                | 0                | 0                | 1                | 1                | 35               | 3                |
| 2020             | 磐田             | 14               | J2               | 36               | 2                | -                | -                | -                | -                | 36               | 2                |
| 2021             | 磐田             | 14               | J2               | 40               | 4                | -                | -                | 2                | 0                | 42               | 4                |
| 2022             | 磐田             | 14               | J1               | 31               | 0                | 3                | 1                | 2                | 0                | 36               | 1                |
| 2023             | 磐田             | 14               | J2               | 38               | 9                | 2                | 0                | 1                | 0                | 41               | 9                |
| 2024             | 磐田             | 14               | J1               | 35               | 0                | 0                | 0                | 0                | 0                | 35               | 0                |
| 2025             | 磐田             | 14               | J2               | 0                | 0                | -                | -                | -                | -                | 0                | 0                |
| 2025             | 岡山             | 28               | J1               |                  |                  |                  |                  |                  |                  |                  |                  |
| 通算             | 日本             | 日本             | J1               | 142              | 4                | 20               | 1                | 7                | 2                | 169              | 7                |
| 通算             | 日本             | 日本             | J2               | 174              | 18               | 2                | 0                | 6                | 0                | 191              | 18               |
| 通算             | 日本             | 日本             | J3               | 28               | 1                | -                | -                | 1                | 0                | 29               | 1                |
| 総通算           | 総通算           | 総通算           | 総通算           | 344              | 23               | 22               | 1                | 18               | 2                | 389              | 26               |

その他の公式戦
- 2015年
  - J2・J3入れ替え戦 2試合0得点
- 2018年
  - J1参入プレーオフ 1試合0得点

### 出場歴
- J1初出場 - 2013年4月13日 第6節 鹿島アントラーズ戦（大分銀行ドーム）
  - 初得点 - 2013年11月10日 第31節 アルビレックス新潟戦（大分銀行ドーム）
- J2初出場 - 2014年3月2日 第1節 水戸ホーリーホック戦（ケーズデンキスタジアム水戸）
  - 初得点 - 2014年5月31日 第16節 モンテディオ山形戦（大分銀行ドーム）

## 代表歴
- U-16日本代表
- U-17日本代表
  - 2011 FIFA U-17ワールドカップ（2011年）
- U-19日本代表
- U-22日本代表候補
  - 2015年 AFC U-23選手権2016予選予備登録メンバー
- 福島県国体選抜

## タイトル

### クラブ
JFAアカデミー福島
- プリンスリーグ東北1部：2012年
- プリンスリーグ東北2部：2011年

大分トリニータ
- J3リーグ：2016年

ジュビロ磐田
- J2リーグ：2021年

### 個人
- J3リーグMYアウォーズ ベストイレブン（2016年）